# 屏边柯
屏边柯（学名：Lithocarpus laetus）是壳斗科柯属的植物，是中国的特有植物。分布在中国大陆的云南等地，生长于海拔1,700米的地区，多生于常绿阔叶林中，目前尚未由人工引种栽培。